# DEFA
Los cañones de la serie DEFA son un variante muy utilizada de cañones revólver para aviones, de calibre 30 mm y de origen francés.

## Historia
El primer cañón DEFA 551 fue desarrollado a finales de la década de 1940. Estaba basado en el cañón alemán Mauser MG 213C/30, un cañón revólver experimental desarrollado para la Luftwaffe. El MG 213 nunca llegó a ser producido, pero fue la inspiración para el DEFA, el muy similar cañón ADEN británico y el más pequeño M39 estadounidense. En 1954 fue producido en serie con la designación DEFA 552. En 1968 se desarrolló una versión mejorada, el Canon 550-F3, que fue producido en serie en 1971 con la designación DEFA 553. La nueva versión tenía un nuevo sistema de alimentación, un cañón de acero al nitro-cromo, cubierta del tambor forjada y sistema eléctrico más fiable.

## Descripción

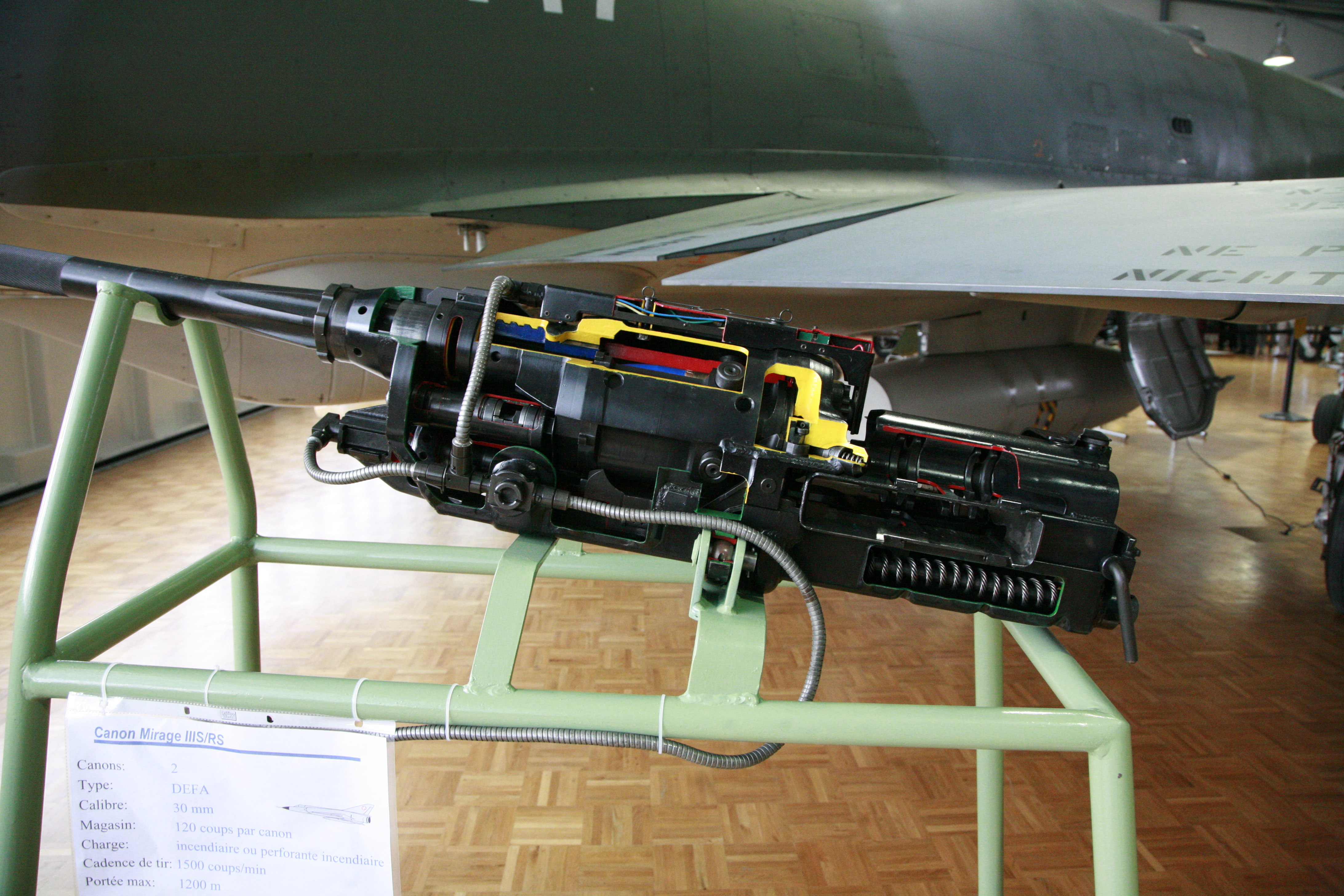
Cañón DEFA seccionado, para entrenamiento.

El DEFA 553 es un cañón revólver accionado por los gases del disparo, con amartillamiento pirotécnico y percutor eléctrico. Dispara una gran variedad de proyectiles de 30 mm, siendo capaz de abrir fuego continuo o en ráfagas cortas de 0,5 o 1 segundo. 
El 553 fue sucedido por el DEFA 554, que incorpora diversas mejoras. El tambor del DEFA 554 emplea tres recámaras en lugar de dos para la recarga, aumentando la cadencia de disparo. Se han aumentado la fiabilidad mecánica y la vida útil del cañón, mientras que un control eléctrico permite al piloto seleccionar dos cadencias de disparo: 1800 disparos/minuto para combate aéreo y 1.200 disparos/minuto para ataque a tierra. El 554 también lleva tres cartuchos de fogueo en lugar de uno, permitiendo al piloto amartillar el cañón solamente tras despegar y tener dos cartuchos para reamartillarlo en vuelo.

## Empleo

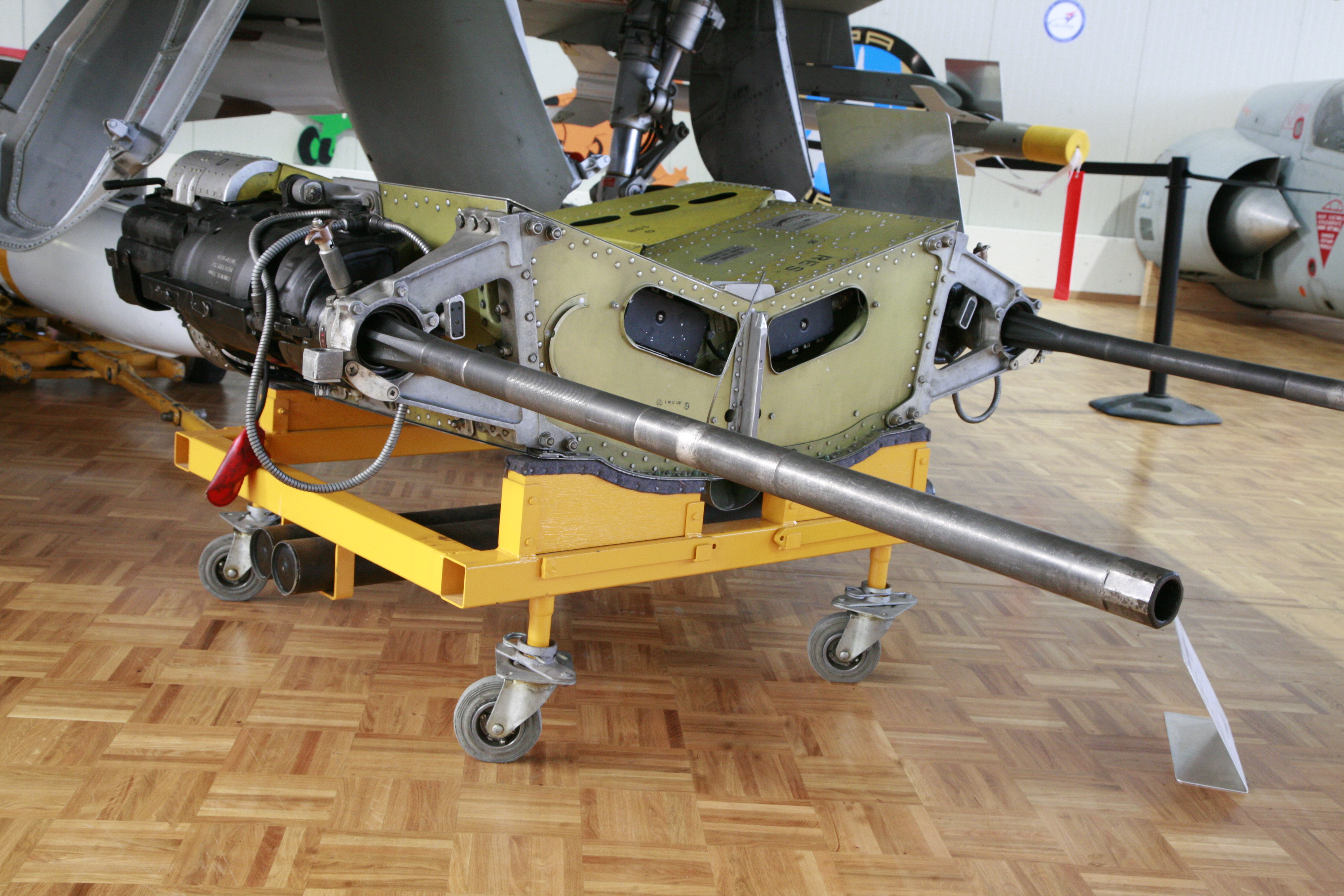
Cañones DEFA en el montaje doble de un Mirage III.

Los cañones DEFA 550 fueron el armamento estándar de los cazas franceses desde 1954 hasta la aparición del Dassault Rafale en la década de 1980. Dos cañones de este tipo, con 125-135 proyectiles, son el armamento estándar a bordo de los cazas Dassault MD 450 Ouragan, Dassault Mystere, Mirage III/V, Dassault Étendard IV y Dassault Super Étendard, Sud Aviation Vautour, Mirage F1, SEPECAT Jaguar y Mirage 2000. 
También fue empleado a bordo de los cazas israelíes IAI Nesher, IAI Kfir y IAI Lavi, los cazas italianos Aeritalia G91Y y Aermacchi MB-326K y los cazas sudafricanos Atlas Cheetah e Impala Mk.II además del entrenador argentino IA-63 Pampa. 
Las empresas CASA, Dassault Aviation y Matra producen diversos montajes y contenedores para este cañón automático.
El A-4H fue la versión del A-4 comprada por Israel justo después de la Guerra de los Seis Días. Cuando los aviones llegaron a Israel dos cañones DEFA de 30 mm se instalaron en lugar de los cañones de 20 mm..
El DEFA 550 es muy similar al cañón británico ADEN, pudiendo emplear la misma munición.
Los cañones DEFA 550 han dado paso a los GIAT 30 empleados a bordo de los Rafale, aunque es probable que sigan siendo empleados por más tiempo.

## Variantes
- DEFA 551 para el Dassault Mystère IV, el Dassault Mystère IIC, y el Sud Aviation Vautour
- DEFA 552 para el Dassault Super Mystère, el Étendard IV, y el Fiat G.91Y
- DEFA 552A para el Mirage III/5/50, el Nesher/Dagger/Finger, el IAI Kfir, y el IAI Lavi
- DEFA 553 para el Dassault Mirage F1, el Alpha Jet, el Jaguar, el Dassault Super Etendard, el Mirage 2000D RMV, el Aermacchi MB-326K, el CASA C-101, el Atlas Cheetah, el Impala Mk II, el IA-58B/C, y el IA-63
- DEFA 554 para el Mirage 2000 monoplaza, el AMX A-1, el IA-58D, y el IA-63

## Usuarios

### Actuales
- Francia: Mirage 2000, previamente Super Étendard, Mirage F1, Jaguar, Mirage 5, Étendard IVM, Mirage III, Super Mystère B2, Mystère IV, Mystère IIC, y Vautour II
- Emiratos Árabes Unidos: Mirage 2000-9,[5] previamente Mirage 5, Mirage III, y MB-326K
- India: Mirage 2000I/TI, previamente Mystère IV
- Grecia: Mirage 2000-5 Mk2, previamente Mirage F1
- Colombia: Kfir Block 60, previamente Mirage 5
- Brasil: AMX, previamente Mirage 2000C/B y Mirage III
- Catar: Mirage 2000-5, previamente Mirage F1
- Taiwán: Mirage 2000-5
- Marruecos: Mirage F1 ASTRAC
- Pakistán: Mirage 5 ROSE y Mirage III
- Ecuador: Cheetah, previamente Mirage F1, Kfir, Mirage 50 e Impala Mk II
- Argentina: Super Étendard Modernisé, A-4 e IA-63, previamente IA-58, Finger, Dagger, Mirage 5P, y Mirage III
- Perú: Mirage 2000P/DP, previamente Mirage 5P
- Egipto: Mirage 2000EM/BM y Mirage 5
- Irán: Mirage F1
- Sri Lanka: Kfir[6]
- Chile: A-36 Toqui/C-101CC, previamente Mirage 50, Mirage 5 y Mirage III
- Gabón: Mirage F1, previamente Mirage 5
- Libia: Mirage F1, previamente Mirage 5

### Anteriores
- España: Mirage F1 y Mirage III
- Sudáfrica: Cheetah, Mirage F1, Nesher, Mirage III e Impala Mk II
- Israel: A-4, Lavi, Kfir, Nesher, Mirage 5, Mirage IIIC, Super Mystère B2, Mystère IV, y Vautour II
- Jordania: C-101CC y Mirage F1
- Irak: Super Étendard y Mirage F1
- Kuwait: Mirage F1
- Venezuela: Mirage 50, Mirage 5 y Mirage III
- Arabia Saudita: Mirage 5
- Bélgica: Mirage 5
- Zaire: Mirage 5 y MB-326K
- Australia: Mirage III
- Líbano: Mirage III
- Portugal: Mirage III
- Honduras: Super Mystère B2
- Italia: G.91Y
- Indonesia: A-4
- Ghana: MB-326K
- Túnez: MB-326K